# Falkušovce
Falkušovce jsou obec na Slovensku. Nacházejí se v Košickém kraji, v okrese Michalovce. Obec má rozlohu 9,45 km² a leží v nadmořské výšce 103 m. V roce 2011 v obci žilo 687 obyvatel.  První písemná zmínka o obci pochází z roku 1290.
Falkušovce leží uprostřed Východoslovenské nížiny, na východním valu Ondavy. První zpráva o vsi je v nedatované listině Jágerské kapituly z 13. století , v níž oznamuje králi Ondřejovi III., že pozvala šlechtice Mikuláše v jeho vesnici Falkušovce na řešení sporu s jiným šlechticem. V písemnostech se vyskytuje pod názvem Folkus, Falkos. V obci se nachází řeckokatolický chrám z roku 1780, pravoslavný chrám a židovský hřbitov.